# Cándido R. Pinilla
Cándido Rodríguez-Pinilla y Bartolomé (Ledesma, 1856-Salamanca, 1931) fue un poeta español. Hijo del político y escritor Tomás Rodríguez Pinilla y hermano del médico Hipólito Rodríguez-Pinilla.

## Biografía
Nacido en la localidad salmantina de Ledesma en 1856,, era hijo del político y escritor Tomás Rodríguez Pinilla y de María Bartolomé Polo. Su hermano menor fue el médico Hipólito Rodríguez-Pinilla.
Se quedó ciego a los diez años de edad. Fue alumno del Colegio Nacional de Ciegos de Madrid. Cultivó la poesía y fue autor de obras como Memorias de un mártir, poemas en cartas (1888), Venganza y castigo, leyenda salmantina (1890), Heroísmo y no quijotismo (conferencia, 1916), Cantos de la noche (1899) y El poema de la tierra (1914). Rodríguez-Pinilla, amigo íntimo de Miguel de Unamuno,  tenía un hermano llamado Hipólito que era médico del escritor vasco. Falleció el 23 de junio de 1931 en Salamanca.